# Tiritas de pescado
Las tiritas de pescado son un platillo típico del Puerto de Zihuatanejo, del estado de Guerrero (México).

## Origen
El origen de la receta se remonta a hace unos 42 años aproximadamente;  resulta que cuando los capitanes de las embarcaciones de pesca regresaban del mar traían consigo pescados que el pescador deportivo no deseaba, tales como barrilete y sierra, además de ingredientes como cebolla, jitomate, chile de árbol, cátsup, y demás menesteres para preparar el tradicional ceviche; y cuenta la historia que en cierta ocasión regresaron de la pesca y solo traían consigo los pescados, cebolla blanca, chile de árbol y sal; al comenzar a cortar el filete, ya que primero se partía en tiras y posteriormente en cubos a partir de éstas, se percataron que no había ni jitomate, ni chícharos, aceitunas ni  salsa de tomate, por lo que decidieron preparar una botana a partir del pescado, cortado en finas tiras, cebolla blanca y chile de árbol; así nacieron las tiritas de pescado, oriundas de los capitanes de Zihuatanejo, entre los que se encontraban Alfonso Lara, Narciso Gutiérrez, Coco Lara, Adolfo Lara, Francisco Campos, Silvano Hernández, así como el Garrobo Gregorio Lara y su hijo Raúl Lara a quien apodaban el Garrobillo; Hoy es el platillo más demandado en los restaurantes de Ixtapa-Zihuatanejo.

## Preparación

### Ingredientes
- Filetes de pescado (pez vela, marlín, pez dorado, barrilete, etc).
- Limones
- Sal de mar
- Chiles de árbol o chile criollo, aunque, actualmente el Chile más usado es el habanero o el serrano en ausencia de este.
- Cebolla morada
-cilantro picado(un poco)

### Acompañantes
Se acostumbra en la costa de Zihuatanejo acompañar con diversos alimentos, entre los cuales los principales son éstos:
- Salsa Valentina
- Salsa del tipo "Búfalo"
- Galletas saladas
- Totopos
- Tostadas
- Datos: Q6147318